# 맬러리 대 미국 사건
맬러리 대 미국(Mallory v. United States, 354 U. S. 449 (1957))은 미국의 유명 판례이다. 맬러리는 강간혐의로 경찰에 구속되어 신문을 당하였고 구속 후 7시간 만에 자백하였다. 치안판사에게 연락한 것은 자백이 이루어진 다음이며 이는 연방형사소송규칙의 위배이다. 신문 도중 변호인의 조력을 받을 권리나 치안판사 앞에서 예비심문을 받을 권리를 고지하지 않았고 묵비권도 알려주지 않았다.  미국 연방대법원은 위법수집된 증거를 재판에서 배제하는 원칙에 따라 원심판결(유죄)을 파기하고 환송하였다.

## 같이 보기
- 위법수집 증거배제의 원칙

## 참고 문헌
- 영미법 - 개정판 이상윤 박영사, 2000. ISBN 8910451602